# زکری بنت
زَکری بنت (انگلیسی: Zachary Bennett؛ زاده ۱۷ فوریه ۱۹۸۰) بازیگر و موسیقی‌دان اهل کانادا است.

## گزیدهٔ نقش‌آفرینی‌ها

### سینما
- مائودی (۲۰۱۶)
- فقط تجارت (۲۰۰۸)
- شاعر (۲۰۰۷)
- مکعب صفر (۲۰۰۴)
- پارک سگ (۱۹۹۸)
- تنها کاری که می‌خواهم انجام دهم (۱۹۹۸)
- مادر خوب (۱۹۸۸)

### تلویزیون
- آکادمی آمبرلا (۲۰۱۹)
- کارآگاه گجت (۲۰۱۸) - صداپیشه
- بازمانده برگزیده (۲۰۱۷)
- کت‌شلواری‌ها (۲۰۱۷)
- مادران شاغل (۲۰۱۸–۲۰۱۷)
- حکومت (۲۰۱۵)
- ستاره‌های آرزوها (۲۰۱۴)
- آرتور (۲۰۱۳) - صداپیشه
- نجات امید (۲۰۱۲)
- ماجراهای مرداک (۲۰۱۲) - فصل ۵، قسمت ۶: چه کسی مخترع ارابهٔ برقی را کشت؟
- امور پنهانی (۲۰۱۱)
- مرز جنون (۲۰۱۱)
- پلیس‌های تازه‌کار (۲۰۱۰)
- آوای ارواح: بازگشت به خانه (۲۰۰۷)
- آن در گرین گیبلز (۲۰۰۰) - صداپیشه
- کریسمس اونلی (۱۹۹۸)
- قصه‌های جزیره (۱۹۹۶–۱۹۹۰)
- منطقه نیمه‌روشن (۱۹۸۸)

### بازی‌های ویدئویی
- فار کرای ۶ (۲۰۲۱)
- اساسینز کرید: سندیکا (۲۰۱۵)